# سعيدة قراش
سعيدة قراش، هي ناشطة سياسية وحقوقية تونسية. ولدت في 1963 وبرزت في مجالات الدفاع عن حقوق الإنسان وحقوق المرأة. تقلدت العديد من المناصب الهامة في الحكومة التونسية بعد الثورة التونسية في 2011.

## حياتها
عملت سعيدة قراش كمحامية وكانت ناشطة في مجال حقوق الإنسان، حيث شاركت في العديد من المنظمات غير الحكومية واللجان التي تدافع عن حقوق المرأة وحقوق الإنسان بشكل عام
بعد الثورة التونسية، شغلت عدة مناصب حكومية. كانت متحدثة باسم رئاسة الجمهورية في عهد الرئيس الباجي قائد السبسي، مما جعلها من الوجوه البارزة في السياسة التونسية

## دورها ومساهماتها
الدفاع عن حقوق المرأة: لعبت قراش دورًا مهمًا في تعزيز حقوق المرأة في تونس، وكانت من الأصوات البارزة التي تدافع عن المساواة بين الجنسين والإصلاحات القانونية التي تخص حقوق المرأة.
الإعلام: كانت قراش متحدثة رسمية لرئاسة الجمهورية، حيث كانت توضح مواقف الحكومة التونسية وتجيب على استفسارات الصحفيين والمواطنين.